# Арктическая пустыня

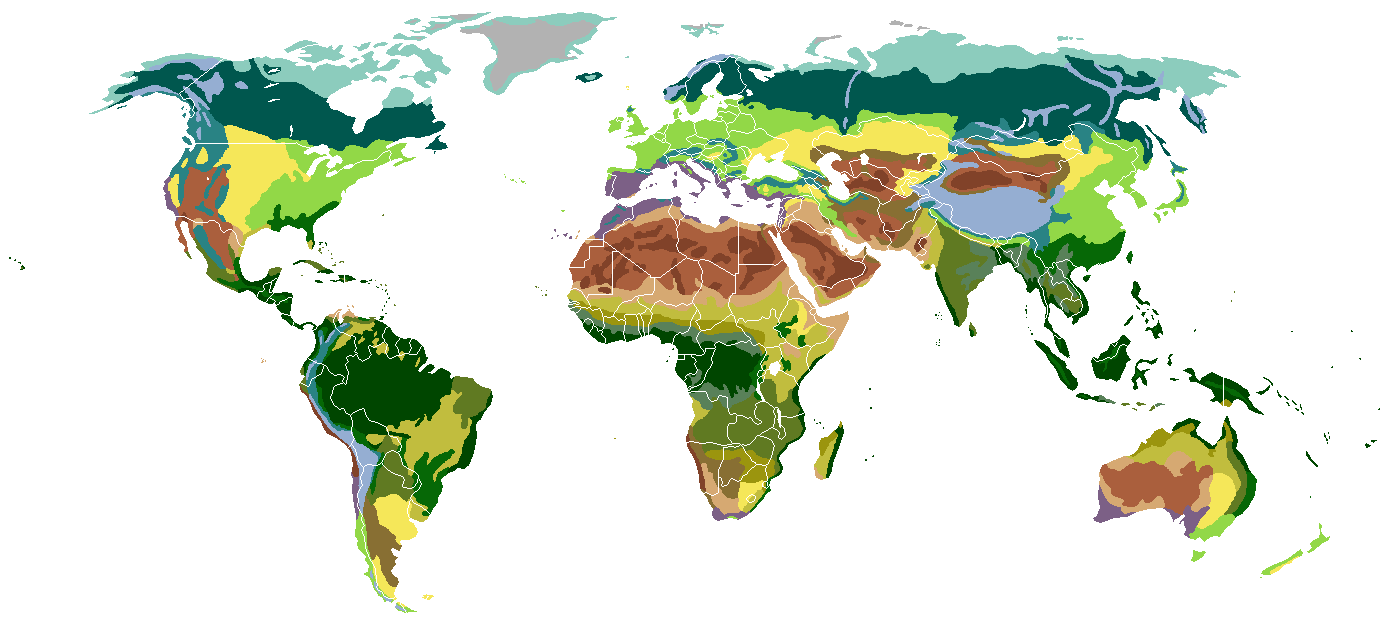
Арктическая пустыня обозначена серым цветом

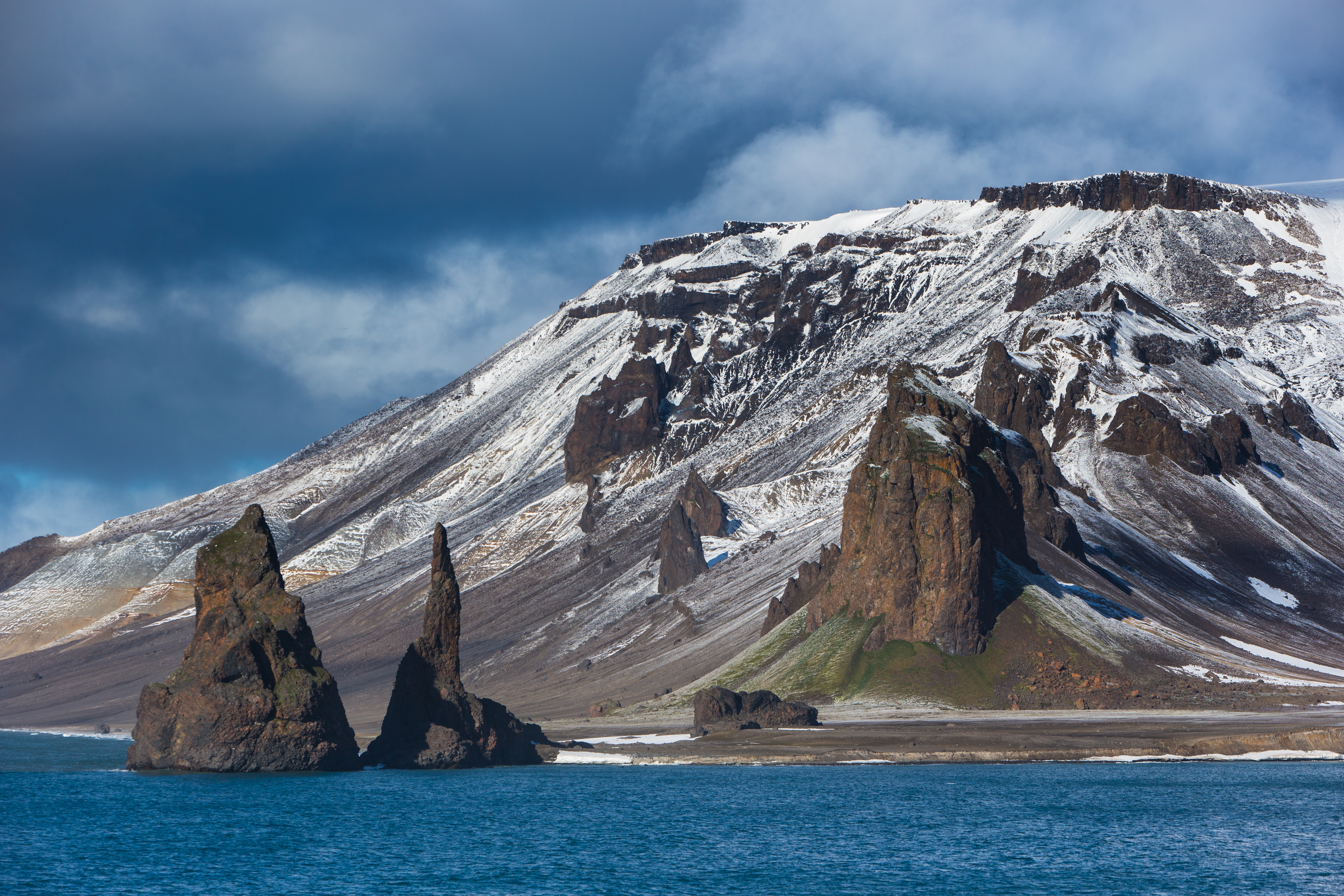
Мыс Тегетхофф на острове Галля, Земля Франца-Иосифа

Арктическая пустыня — часть арктического географического пояса, бассейна Северного Ледовитого океана. Это самая северная из природных зон, характеризуется арктическим климатом. Пространства покрыты ледниками, щебнем и обломками камней и гор.

## Климат
Имеет низкие температуры воздуха зимой до −60 °С. Годовая сумма атмосферных осадков до 400 мм. Летом почва пропитывается слоями снега и едва оттаявшего льда.
Климат в Арктике очень суровый. Ледяной и снежный покровы держатся почти весь год. Зимой здесь долгая полярная ночь (на 75° с. ш. — 98 суток; на 80°с. ш. — 127 суток; в районе полюса — полгода). Температура понижается до −40 °C и ниже, дуют сильные ураганные ветры, часты бураны. Летом круглосуточное освещение, но тепла мало, почва не успевает полностью оттаять. Температура воздуха чуть выше 0 °С. Небо часто затянуто серыми и грубыми облаками, идёт дождь (нередко со снегом), из-за сильного испарения воды с поверхности океана образуются густые туманы.

## Флора и фауна
Арктическая пустыня практически лишена растительности: нет кустарников, лишайники и мхи не образуют сплошного покрова. Почвы арктические и тундровые-глеевые, маломощные, с пятнистым (островным) распространением в основном только под растительностью, которая состоит главным образом из осок, некоторых злаков, лишайников и мхов. Крайне медленная восстанавливаемость растительности. Фауна преимущественно морская: морж, тюлень, летом есть птичьи базары. Наземная фауна бедна: песец, белый медведь, лемминг, северный олень.

## Местоположение
Зона арктических пустынь, самая северная из природных зон, располагается в высоких широтах Арктики. Её южная граница проходит примерно по 71° с. ш. Зона включает острова Арктического бассейна: Гренландию, северную часть Канадского архипелага, архипелаги Шпицберген, Землю Франца-Иосифа, Северную Землю, Новую Землю, Новосибирские острова, а также узкую полосу вдоль побережья Северного Ледовитого океана в пределах полуостровов Ямал, Гыданский, Таймыр, Чукотский.